# YUMA
YUMA（日语：ユウマ，2004年2月7日—），本名為中耒田悠真（日语：／ Nakakita Yuma）是日本男歌手，現為YX LABELS旗下的男子團體&TEAM成員，2022年12月7日在日本出道。

## 簡介與早年經歷
中耒田悠真，藝名為YUMA，兵库县明石市出身，身高174公分，血型AB。受到姊姊的影響，開始學習爵士舞。從小學時期就進入了演藝圈，逐漸對成為專業人士產生了憧憬。大概在五、六歲時開始在當地學習舞蹈，真正意識到要成為專業人士是在進入經紀公司並開始從事演藝工作之後。換了不同的經紀公司後，這種感覺越來越強烈。成為自由工作者後，挑戰各種的試鏡，也參加很多韓國經紀公司的試鏡，發送了舞蹈和唱歌影片，奇蹟般地，所有經紀公司都發出邀請。在參加的幾家經紀公司中，有一家是HYBE的選秀《&AUDITION》，但最終決定的關鍵是BTS前輩的存在。

## 演藝生涯

### 出道前
2012年7月，以藝名中耒田悠真加入關西小傑尼斯。
2015年7月，為Avex artist academy學生，以組成六人練習生團體ViVid Rookies的成員進行活動。
2017年4月，加入Avex的男女混合培訓團體α‐X's，並以藝名悠真進行活動至2018年3月31日團體解散正式畢業。
2022年7月9日，出演日本選秀節目《&AUDITION - The Howling -》，同年9月3日，於節目最後一集以第四名的成績成為&TEAM成員。

### 2022年至今：&TEAM
2022年12月7日，以男團&TEAM成員身份發行首張迷你專輯《First Howling : ME》在日本出道。
2024年9月25日，宣布首次擔任日本廣播電台J-WAVE的節目《POP OF THE WORLD》新專區「&TEAM &POP」主持人，從2024年10月開始到2025年3月。2025年3月27日確定將繼續擔任節目主持到同年9月底。
2025年2月1日，宣布首次嘗試當聲優為日本電視動畫《青春特調蜂蜜檸檬蘇打》第6話登場的角色「古市武蔵」配音。

## 媒體作品

### 綜藝節目
| 年份   | 日期           | 電視台／OTT   | 節目名稱      | 集數 | 備註       |
| ------ | -------------- | ------------- | ------------- | ---- | ---------- |
| 2022年 | 7月9日－9月3日 | hulu、YouTube | 《&AUDITION》 | 8    | 第四名出道 |

### 節目主持

#### 廣播電台
| 年份   | 日期                 | 電台   | 節目名稱             | 備註                     |
| ------ | -------------------- | ------ | -------------------- | ------------------------ |
| 2024年 | 10月5日－隔年9月27日 | J-WAVE | 《POP OF THE WORLD》 | 節目單元&TEAM &POP主持人 |

### 配音
| 年份   | 作品名稱                     | 角色     | 備註 |
| ------ | ---------------------------- | -------- | ---- |
| 2025年 | 動畫《青春特調蜂蜜檸檬蘇打》 | 古市武蔵 |      |